# Вехно (Псковская область)
Вехно — деревня в Новоржевском районе Псковской области России. Входит в состав Вехнянской волости.
Расположена в 12 км к северо-западу от города Новоржев на озере Вехно.

## Население
| 2001 | 2002 | 2010 |
| ---- | ---- | ---- |
| 373  | ↘293 | ↘247 |

Численность населения деревни на конец 2000 года составляла 373 жителя или 278 жителей (2010 год).

## История
С 1995 до 2015 гг. была административным центром Вехнянской волости, ранее — Вехнянского сельсовета.